# Брюне, Манон
Манон Брюне (фр. Manon Brunet, род. 2 февраля 1996 года, Лион, Франция) — французская фехтовальщица на саблях, олимпийская чемпионка 2024 года в личном первенстве, чемпионка мира и Европы.

## Биография
Манон Брюне родилась 2 февраля 1996 года в Лионе. Начала заниматься фехтованием с 8 лет.
В 2014 году Манон успешно дебютировала на взрослых международных соревнованиях в составе сборной Франции. Юная фехтовальщица выиграла серебряную медаль на чемпионате Европы в командном первенстве, а через месяц стала серебряным призёром чемпионата мира.
Спустя два года после успехов Манон в составе французской команды завоевала серебряную медаль на чемпионате Европы, уступив в финале российским фехтовальщицам.
В 2017 году француженка стала третьей в командном первенстве на чемпионате Европы, а затем Манон завоевала бронзовую медаль на мировом первенстве в том же виде программы. Через год Манон снова заняла третье место в командной сабле на континентальном чемпионате.

## Лучшие результаты

### Чемпионаты мира
- Золото — чемпионат мира 2018 года (Уси, Китай) (команды)
- Серебро — чемпионат мира 2014 года (Казань, Россия) (команды)
- Серебро — чемпионат мира 2019 года (Будапешт, Венгрия) (команды)
- Бронза — чемпионат мира 2017 года (Лейпциг, Германия) (команды)

### Чемпионаты Европы
- Серебро — чемпионат Европы 2014 года (Страсбург, Франция) (команды)
- Серебро — чемпионат Европы 2016 года (Торунь, Польша) (команды)
- Серебро — чемпионат Европы 2019 года (Дюссельдорф, Германия)
- Бронза — чемпионат Европы 2017 года (Тбилиси, Грузия) (команды)
- Бронза — чемпионат Европы 2018 года (Нови-Сад, Сербия) (команды)
- Бронза — чемпионат Европы 2019 года (Дюссельдорф, Германия) (команды)